# Dzyans bok
Dzyans bok är en gammal text av tibetanskt ursprung.
Boken kan härröra med den esoteriska grenen av lamaism och grunden för teosofi (rörelsen som Helena Blavatsky grundande 1875). Ordet "Dzyan" kommer från sanskritordet "Dhyana" som betyder mystisk meditiation. Boken är den första volymen av "Kommentarer över Kiu tes sju hemliga folios".
Skräckförfattaren H. P. Lovecraft refererar till Dzyans bok i sina noveller och böcker. Även andra författare inom Cthulhu-mytologin har använt boken i sina verk.